# Collessophila chookachooka
Collessophila chookachooka là một loài ruồi trong họ Limoniidae. Chúng phân bố ở miền Australasia.